# ママ走れ!
『ママ走れ!』（ママはしれ!）は、1992年8月31日 - 10月23日にTBS「花王 愛の劇場」枠にて放送された日本の昼ドラマである。主演は和泉雅子。全40話。
同枠における、石井ふく子がプロデューサーを務めた作品の第14作目。

1975年にTBS系列木曜20時枠で放送されていた江利チエミ主演(プロデューサーは同じく石井ふく子)の連続ドラマ『はじめまして』のリメイク版である。

## 概要
いつも明るく、元気。おまけに人を疑うことを知らないお人好しで、でも心配性なところもあり、誠意と根性で様々な問題にぶつかっていく、たくましくて思いやりのある優しい肝っ玉ママ・阿都子と彼女を取り巻く善意の人々の姿を描いていく。

主人公である肝っ玉ママ・阿都子は、底抜けに明るく正直者で頑張り屋で働き者で思いやりがあって優しくてパワフルな女性だが、その反面、そそっかしくて、正義感が強いゆえに喧嘩っぱやくて、心配性なところもあって、色気より食い気が先で、おまけに金銭感覚がゼロという欠点も…。

そんな阿都子だが、阿都子は優しい夫と息子と娘に恵まれ、家族四人、生活こそ平凡だがささやかながら明るくて平穏でとても幸せな生活を送っていた。ところがその矢先、阿都子の夫が急にこの世を去ってしまった。残された阿都子と息子と娘の生活は一変してしまい、苦労の日々を送ることに。阿都子は周囲の善意な気持ちに救われながら息子や娘とともに夫の死と人生の多難をめげずにたくましく前向きに乗り越えてゆくのである。

## 配役
- 中田阿都子(主人公・肝っ玉ママ)∶和泉雅子
- 中田雄一(阿都子の夫・雄作の長男)∶小野寺昭（※特別出演）
- 中田勇年(阿都子と雄一の息子)∶堀裕晶
- 中田行(阿都子と雄一の娘)∶飯塚亜由美
- 中田稜(阿都子の弟)∶川﨑麻世
- 川崎ちよ(阿都子と稜の叔母)∶菅井きん
- 妻木雄作(雄一と右子と左千子の父・妻木医院院長)∶佐藤英夫
- 妻木右子(雄一の妹・雄作の長女)∶杉田かおる
- 妻木左千子(雄一の妹・雄作の次女)∶飯塚雅弓
- 妹川静(妻木医院の看護婦長)∶本阿弥周子
- 妹川乙四郎(静の夫)∶芹沢名人
- 沢村喬士(妻木家の下宿人)∶松田洋治
- 万智(妻木医院の看護婦)∶菊地陽子
- 律子(妻木医院の看護婦)∶中里博美
- 酒匂二三(勇年の小学校の担任の先生)∶榎本壮一
- 主婦(第2話に登場)∶橋本るり子
- 主婦(第3話に登場)∶山口夏穂
- 救急隊員∶大月秀敏
- 看護婦∶吉田葉子、今野博美
- 花屋∶長谷川里佳
- スーパー店長∶安威宗治
- 患者∶秋山京子
- 主婦(第34話に登場)∶相生千恵子
- その他∶早川プロ、劇団いろは

## スタッフ
- 原作∶服部ケイ
- 脚本∶清水曙美
- 音楽∶小川寛興
- プロデューサー∶石井ふく子、浜井誠(TBS)
- 技術∶細野克雄
- カメラ∶高藤安正
- ＶＥ∶波間勝好
- 照明∶今井尚人
- 音声∶諸見長人
- 美術制作∶芝田正、斎藤幸雄
- 美術デザイン∶後藤洋
- タイトル∶篠原栄太
- 装飾∶飯島豊弘
- 衣裳∶武内修、片山信雄
- 化粧∶岡田初美
- 衣裳協力∶mikiHOUSE、ジオン商事、ミナ若月、レアール
- ロケーション協力∶横浜ドリームランド
- 編集・効果∶大塚民生
- VTR編集∶小林茂
- 協力∶NTT東京支社
- 制作補∶荒井光明
- 演出補∶室谷拡
- 記録∶稲葉明子
- 制作協力∶緑山スタジオ・シティ
- 技術協力∶東通
- 演出∶川俣公明、荒井光明
- 製作∶ストーンウェル、TBS

## 主題歌
- 「心にてるてる坊主」（唄：西田敏行）
  - 作詞：秋元康／作曲：タケカワユキヒデ／編曲：飛澤宏元（ソニー・レコード）

## 再放送
- 2024年4月30日から7月8日まで日本BS放送（BS11）で再放送された。[1]
- 2024年11月8日から2025年2月7日まで日本BS放送（BS11）で再放送された。[2]